# Parc national de l'Upemba
Le parc national de l'Upemba est un parc de la république démocratique du Congo (RDC), situé au nord-ouest du Haut-Katanga et au sud-est du Haut-Lomani. L'ensemble du parc couvre 11 730 km². Avec le parc des Kundelungu, le parc de l’Upemba est le seul endroit en RDC où on trouve des zèbres dans leur milieu naturel.
Le parc national est partagé entre les territoires de Bukama à l'est, dans le Haut-Lomani, celui de Mitwaba à l'ouest dans le Haut-Katanga et de Lubudi au sud, dans le Lualaba.
Une partie importante du parc recouvre la dépression de Kamalondo, avec comme lac principaux le lac Upemba et le lac Kisale.